# ملتهمة البكتيريا الستولبية
ملتهمة البكتيريا الستولبية (الاسم العلمي: Bacteriovorax stolpii) هي نوع من البكتيريا، سلبية الغرام، تتبع جنس ملتهمة البكتيريا.